# Montes Luvili
Os Montes Luvili são uma cadeia montanhosa localizada nas províncias do Cuanza Sul e Huambo, em Angola.
Os Montes Luvili separam a bacia do rio Cuanza da bacia do rio Cuvo-Queve.